# Pitholms hed
Pitholms hed var en militär mötesplats och lägerplats vid Pite älvs mynning för Västerbottens regementes livbataljon från 1833 till 1841 och därefter till 1882 för Norrbottens fältjägarkår

## Historia
Heden bestod till en delar av flygsand, vilket orsakade stora problem, särskilt vid blåst. 
Efter hand uppfördes ett antal byggnader. Först en officerspaviljong, sen förrådsbyggnad, två baracker och ett sjukhus. Under maj och juni hade man möten på Pitholms hed.
Den 12 juni 1882 avslutades det sista mötet på Pitholms hed.